# CS Minerul Rodna
Clubul Sportiv Minerul Rodna, cunoscut ca Minerul Rodna este un club de fotbal din Rodna, județul Bistrița-Năsăud, România, care evolueaza in Liga a IV-a Bistrița-Năsăud, al patrulea eșalon al sistemului de ligi ale fotbalului românesc.

## Istoric

### Prima perioadă (1960-2009)
Fondat în anul 1960, Minerul Rodna a câștigat primul titlu de campioană județeană în sezonul 1970–71. 
Între anii 1973-1987 echipa a avut cel mai mare succes, activând în Liga a III-a timp de paisprezece sezoane. În sezonul 1975–76 echipa s-a clasat pentru prima dată pe podiumul Ligii a III-a, iar în sezonul 1976–77 s-a clasat pe locul al doilea, la un singur punct de promovarea în Liga a II-a, performanță repetată și în sezonul 1980–81. Minerul a retrogradat în a patra divizie la sfârșitul sezonului 1987-88.
În perioada următoare, echipa s-a zbătut pentru revenirea în a treia divizie câștigând campionatul județean în sezoanele 1990–91, 1994–95, 2000–01 și 2004–05, dar de fiecare dată a pierdut meciurile de baraj sau s-a lovit de probleme financiare care nu i-au permis accederea în cea de-a treia divizie.
În Aprilie 2009, în urma unui conflict dintre Primărie și liderul de sindicat, echipa s-a desființat din cauza problemelor financiare mari cu care echipa se confrunta.

### A doua perioadă (2015-prezent)
După o pauză de șase ani, Minerul Rodna se reînființează și se înscrie în Liga a V-a Bistrița-Năsăud cu obiectivul de a promova din nou în primul eșalon județean. În Mai 2016, echipa obține promovarea in Liga a IV-a terminând pe locul 2 in Seria I și se califică în finala Cupei României – faza județeană, pierzând cu 0–2 in fața echipei FC Bistrița pe Stadionul Jean Pădureanu.
În  sezonul 2016–17 echipa a reușit să se claseze pe podium, urmând ca în sezonul  2018–19 să obțină titlul de campioană județeană și să joace barajul de promovare în Liga a III-a cu CSM Satu Mare (0–5 la Satu Mare și 1–1 la Rodna).
În sezonul 2022-23 echipa a reușit să obțină un nou titlu de campioană județeană și să joace barajul de promovare în Liga a III-a  cu ACSF Comuna Recea (1-1 la Recea și 0-1 la Rodna)

## Palmares
Liga a III-a
- Vicecampioană (2): 1976–77 ; 1980–81

Liga a IV-a Bistrița-Năsăud
- Campioană (9): 1970–71, 1972–73, 1988–89, 1990–91, 1994–95, 2001–02, 2004–05, 2018–19, 2022–23
- Vicecampioană (1): 2021–22

Liga a V-a Bistrița-Năsăud
- Vicecampioană 2 (1): 2015–16